# Irisrubeos
Irisrubeos innebär en kärlnybildning på regnbågshinnan. Den kan uppstå i samband med en proliferativ retinopati och är ofta kopplat till diabetes.